# تاريخ الديمقراطية

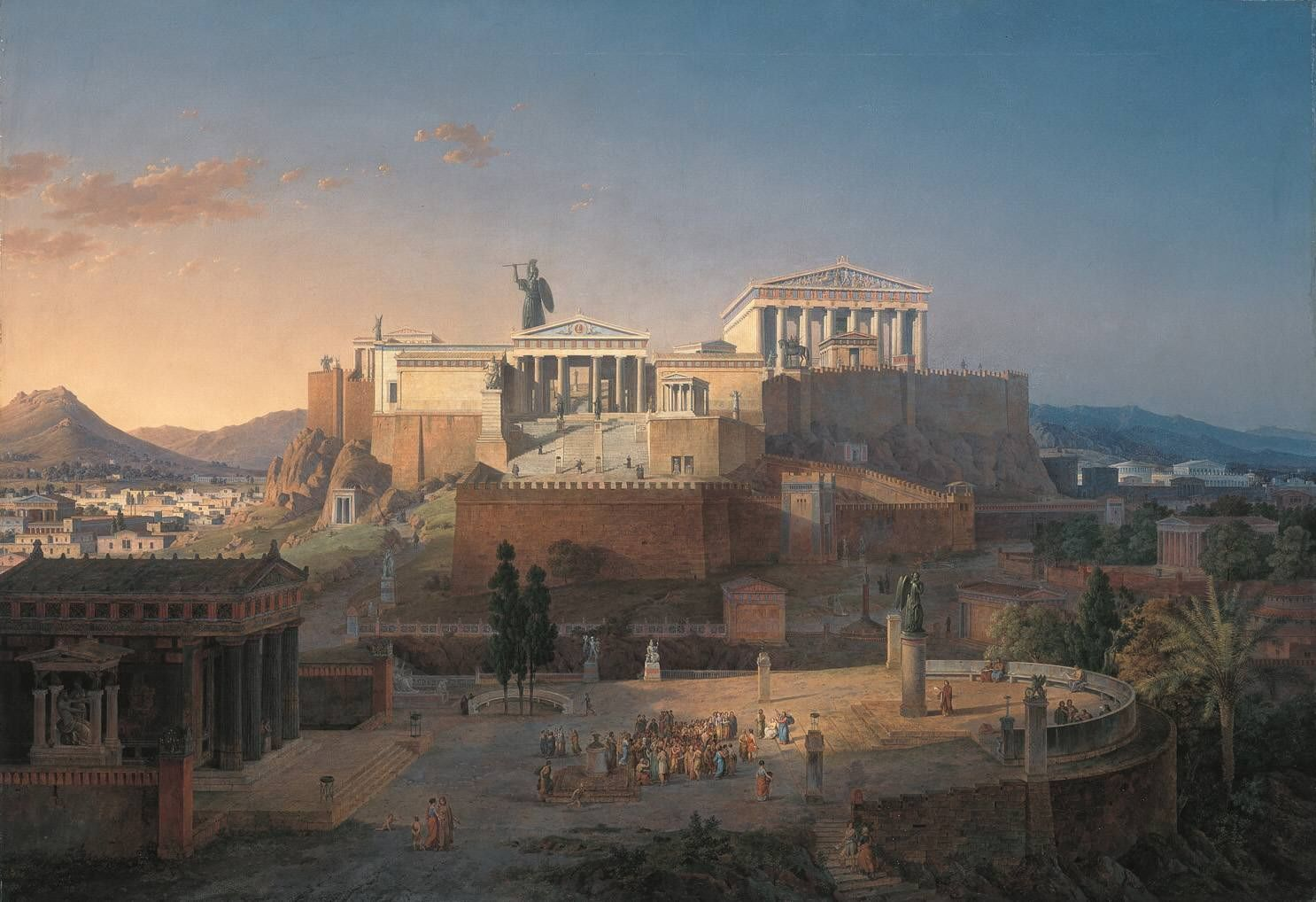

الديمقراطية هي نظام سياسي، أو نظام لصنع القرار داخل مؤسسة أو منظمة أو بلد، يتمتع فيه جميع الأعضاء بحصة متساوية من السلطة. تتميز الديمقراطيات الحديثة بقدرتين تميزهما بشكل أساسي عن الأشكال السابقة للحكم: القدرة على التدخل في مجتمعاتهم والاعتراف بسيادتهم من خلال إطار قانوني دولي لدول ذات سيادة مماثلة. عادة ما تتداخل الحكومة الديمقراطية جنباً إلي جنب مع أنظمة الأقلية والملكية، التي تحكمها أقلية وملك وحيد على التوالي.
ترتبط الديمقراطية عمومًا بجهود الإغريق والرومان القدماء، الذين كانوا يُعتبرون مؤسسي الحضارة الغربية من قبل مثقفي القرن الثامن عشر الذين حاولوا الاستفادة من هذه التجارب الديمقراطية المبكرة في قالب جديد للتنظيم السياسي لما بعد الملكية. إن مدى نجاح هؤلاء في تأسيس النهضة الديمقراطية في القرن الثامن عشر وتحويل المُثل الديمقراطية لليونانيين والرومان القدامى إلى المؤسسة السياسية المهيمنة على مدى الـ300 عام القادمة بالكاد يمكن مناقشتها، حتى لو كانت المبررات الأخلاقية التي استخدموها مع ذلك، ومع ذلك فإن المنعطف التاريخي الحاسم الذي حفزته ظهور المُثل العليا والمؤسسات الديمقراطية قد غير جذريًا القرون التي تلت ذلك، وهيمن على المشهد الدولي منذ تفكيك الأثار الأخيرة للإمبراطوريات عقب نهاية الحرب العالمية الثانية.
تحاول الديمقراطيات التمثيلية الحديثة تجسير الهوة بين «الحالة الطبيعية» من قبل توماس هوبز وبين قبضة الاستبداد من خلال «العقود الاجتماعية» التي تنص على حقوق المواطنين، وتحد من سلطة الدولة، وتمنح الوكالة حق التصويت. على الرغم من إشراك السكان بمستوى معين من صنع القرار، يتم تعريفهم بفرضية عدم الثقة في قدرة البشر على إصدار حكم مباشر على المرشحين أو القرارات المتعلقة بالمسائل.

## العصور القديمة

### الأصول التاريخية
تعرَّف علماء الأنثروبولوجيا على العديد من أشكال من الديمقراطية البدائية التي تعود إلى مجموعات بشرية صغيرة كانت تعيش في الفترة التي سبقت قيام المجتمعات الزراعية المستقرة، تراوحت أعداد هذه المجموعات بين 50 إلى 100 فرد، وكانت تربطها صلات عائلية وثيقة، اعتمدت هذه المجموعات على الإجماع أو الأغلبية في كثير من الأحيان لاتخاذ القرارات الهامة دون وجود رئيس محدد للجماعة، يمكن أن نفترض أنَّ الديمقراطية قد نشأت بشكل أو آخر في جماعات أو قبائل تربطها علاقات وثيقة.
أطلق على هذه الأنواع من الديمقراطية اسم القبليَّة أو الديمقراطية البدائية، تبلورت الديمقراطية البدائية في المجتمعات الصغيرة أو القرى بفضل المناقشات التي كانت تجري وجهًا لوجه في مجلس القرية أو مع زعيم يتمتع بدعم شيوخ القرية أو غيرها من أشكال التعاون الحكومية. من جهة أخرى ازدهرت أشكال حكم مختلفة كالملكيّة والأرستقراطية في المراكز الحضرية الكبيرة التي تتواجد فيها مجموعات سكانية أكثر.
نشأت مفاهيم الديمقراطية والدستور كشكل من أشكال الحكم في أثينا القديمة نحو عام 508 قبل الميلاد، إذ كانت هناك العديد من أنظمة الحكم التي ظهرت في بلاد اليونان تراوحت من الديمقراطية إلى الأرستقراطية إلى الملكية والديكتاتورية المطلقة.

### بلاد ما بين النهرين
استخدم ثوركيلد جاكوبسن ملحمة جلجامش الأسطورية أثناء دراسته لتاريخ الديمقراطية في بلاد ما بين النهرين البابلية، إذ كانت السلطة بيد مجموعة من المواطنين الذكور الأحرار، على الرغم من أن الوظائف الحكومية المختلفة لم تكن مخصصة بفئة محددة، لم يكن الملوك في بداية الحضارات السومرية مثل جلجامش يملكون السلطة المطلقة التي استحوذ عليها حكام بلاد ما بين النهرين لاحقًا، امتلكت بعض الدول الكبرى في بلاد ما بين النهرين مجالس شيوخ أو شورى من المحتمل أنها تكوَّنت من الرجال الأحرار المحاربين الذين كانوا يستحوذون على السلطة السياسية النهائية، وكان لا بد من استشارتها في جميع القضايا الرئيسية مثل الحرب، لكنَّ هذا العمل لم يلقَ قبولًا كبيرًا بين المؤرخين، فقد انتقدوا استخدام مصطلح الديمقراطية في هذا السياق لأن نفس الأدلة التي استخدمها يمكن تفسيرها أيضًا بشكل مقنع لإثبات الصراع على السلطة بين الملوك والطبقات النبيلة، وهو الصراع الذي مثَّل فيه عامة الناس دور البيادق أكثر من أي نوع من أنواع السلطة ذات السيادة الحقيقية، ومع ذلك فقد أقر جاكوبسن أنَّ غموض الأدلة يمنع الفصل بين ديمقراطية بلاد ما بين النهرين وبين الملكية البدائية.

### شبه القارة الهندية
تأتي أدلة أخرى على أشكال بدائية للديمقراطية من بعض الجمهوريات المستقلة في الهند، والتي كانت موجودة منذ القرن السادس قبل الميلاد، واستمر بعضها حتى القرن الرابع بعد الميلاد، بيد أنه لا أدلة دامغة على ذلك، ولا يوجد مصادر تاريخية خاصة بتلك الفترة، بالإضافة إلى ذلك لم يذكر المؤرخ اليوناني ديودوروس في كتاب له يعود إلى فترة قرنين بعد غزو الإسكندر الأكبر للهند أي تفاصيل على الدول المستقلة والديمقراطية التي كانت موجودة في الهند.
يبدو أن الخصائص الرئيسية للمالك الصغيرة التي ظهرت في الهند تشمل الملك المعروف عادة باسم الراجا مع مجموعة من المستشارين، وكان هؤلاء يجتمعون بانتظام، ويناقشون جميع قرارات الدولة الهامة، وكان الحضور مفتوحًا لجميع الرجال الأحرار في بعض الممالك الهندية، تمتعت هذه الهيئة الاستشارية أيضًا بسلطة مالية وإدارية وقضائية كاملة، ويمكن أن يُختار الملك من عائلة من الطبقة النبيلة، أو ينتخب من قبل مجلس من النبلاء وأصحاب النفوذ.
ظهرت الجمهوريات المبكرة في أوائل القرن السادس قبل الميلاد واستمرت في بعض المناطق حتى القرن الرابع الميلادي، وكانت العشيرة الأكثر شهرة من عشائر الكونفدرالية الحاكمة في فاجي ماجانابادا هي عائلة ليشافيز، والتي قسمت حكومتها إلى وظائف تنفيذية وقضائية وعسكرية. يختلف العلماء حول أفضل طريقة لوصف هذه الحكومات، فبعضهم يركز على أهمية دور المجالس الاستشارية، ويصفونها بالديمقراطية، في حين يركز علماء آخرون على هيمنة الطبقة العليا على القيادة والحكومة ويصفونها بالأرستقراطية.

### أثينا
تعتبر أثينا غالبًا مهد الديمقراطية الحقيقية ونقطة مرجعية مهمة في تاريخ النظام الديمقراطي، برزت أثينا في القرن السابع قبل الميلاد مع طبقة أرستقراطية قوية، أدت هذه الهيمنة إلى الاستغلال وظهور مشاكل اقتصادية وسياسية واجتماعية كبيرة، تفاقمت هذه المشكلات في أوائل القرن السادس الميلادي، وبعد فترة من الاضطرابات تحول الأثينيون من جميع الطبقات إلى فلسفة سولون، وتوصلوا من خلالها إلى حلول مقبولة لكل الفئات.

### سولون وأسس الديمقراطية
كان سولون (638 ق.م - 558 ق.م) فيلسوفًا أثينيًَّا من أصل نبيل وشاعرًا ومشرعًا، صنفه بلوتارخ كواحد من حكماء العالم القديم السبعة. حاول سولون في فلسفته التوفيق بين جميع الأطراف من خلال تخفيف معاناة الأغلبية الفقيرة دون إزالة جميع امتيازات الأقلية الغنية، وقسم الأثينيين إلى أربع فئات مع حقوق وواجبات مختلفة لكل فئة، وأصر على حق جميع المواطنين في حضور الندوات الاستشارية والتصويت. أصبح المجلس الشعبي أو «الإكلسا» الهيئة التشريعية السيادية التي يحق لها سن القوانين والمراسيم وانتخاب المسؤولين ومناقشة قرارات المحاكم.
اقترح سولون إصلاحاته هذه عام 594 قبل الميلاد لتجنب التدهور السياسي والاقتصادي في أثينا القديمة، ومنح أثينا بذلك أول قانون شامل لها، ورغم فشل بعض الإصلاحات التي قام بها سولون على المدى القصير، ومع ذلك فإنه غالبًا ما يُنسب إليه الفضل في وضع أسس الديمقراطية في أثينا.

### روما
رغم أن روما تصنف على أنها جمهورية غير ديمقراطية، إلا أن تاريخها السياسي ساعد في الحفاظ على مفهوم الديمقراطية وتكريسها على مر القرون، وقد ألهم النموذج الروماني للحكم العديد من المفكرين السياسيين عبر العصور، كما أن الديمقراطيات الحديثة اليوم تقلد النموذج الروماني أكثر من النماذج اليونانية.
حُكمت روما من قبل ملك تنتخبه المجالس الشعبية، ولكن الاضطرابات الاجتماعية والتهديدات الخارجية في عام 510 ق.م، أدت للإطاحة بالملك من قبل مجموعة من الأرستقراطيين بقيادة لوسيوس جونيوس بروتوس، ووضع دستور جديد لروما، لكن الصراع بين العائلات الحاكمة وبقية سكان روما استمر، وطالب الشعب بقوانين محددة ومكتوبة ذات توجه علماني، وبعد رفضٍ طويل للمطالب الجديدة، أرسل مجلس الشيوخ في عام 454 ق.م لجنة منهم إلى اليونان لدراسة تشريعات سولون وغيرهم من المشرعين، وعندما عادوا اختار المجلس في عام 451 ق.م عشرة رجال لصياغة قانون جديد، حولت هذه اللجنة القانون العرفي القديم لروما إلى اثني عشر بندًا وعرضتها على مجلس الشيوخ والذي أقرها مع بعض التعديلات، اعترف القانون الجديد ببعض الحقوق السياسية للمواطنين.

## المؤسسات في حقبة العصور الوسطى
تتسم معظم الإجراءات التي تتبعها الديمقراطيات الحديثة بالقِدم. تضمنت معظم الثقافات في وقت ما حصول قادتها على موافقة الشعب، أو قبولهم على الأقل، ولم يطرأ تغيير على القوانين إلا بعد التشاور مع مجلس الشعب أو قادته. تواجدت هذه المؤسسات منذ ما قبل عصر الإلياذة أو عصر الأوديسة، وغالبًا ما تُستمد الديمقراطيات الحديثة أو تُستلهم منها، أو ما تبقى منها.
مع ذلك، لم تكن النتيجة المباشرة لهذه المؤسسات ديمقراطية دائمًا. غلب حكم الأقلية المحدودة مرارًا، كما حدث في البندقية، أو حتى حكم ملكي مطلق، كما حدث في فلورنسا، في فترة عصر النهضة، إلا أن الديمقراطيات تطورت خلال فترة العصور الوسطى.
اشتملت المؤسسات المبكرة على:
- استمرارية التجمعات الجرمانية المبكر:
  - مجلس الحكماء (فولكموت) في إنجلترا في أوائل العصور الوسطى، ومجالس مستشاري حكام الممالك السبعة ثم مجالس إنجلترا الموحدة قبل الغزو النورماني.
  - العرف الإفرنجي لمارزفيلد أو معسكر المريخ.[25]
  - عُقدت اجتماعات دورية في برلمانات كل من شبه الجزيرة الأيبيرية وبالبرتغالية واليونانية والكاستيلية والأراغونية والكاتالونية والأعراف البلنسية، لمناقشة حالة الممالك.
  - يُعتبر تينوالد، في جزيرة مان، أحد أقدم البرلمانات المستمرة في العالم، وتعود أصوله إلى أواخر القرن التاسع أو العاشر.
  - تأسس ألثينغي، برلمان الكومنولث الآيسلندي، في عام 930. تألف من 39 عضوًا، وأصبحوا 55 في وقت لاحق، وتمسك كل عضو بالوراثة بعضويته، وكان بالإمكان إعارة تلك العضوية أو بيعها. وعليه، على سبيل الذكر، عندما أراد ابن زوجة بيرنت نيال الانضمام إلى البرلمان، تعين عليه إقناع الألثينغي بتوسيع نطاق نفسه ليصبح المقعد متاحًا. كان بإمكان كل مزارع مستقل في البلاد أن يختار العضو الذي يمثله، وبالتالي يمكن اعتبار هذا النظام شكلًا مبكرًا من أشكال الديمقراطية. يواصل برلمان ألثينغي عمله حتى يومنا هذا. سبق الألثينغي وجود تجمعات أقل تفصيلًا في جميع أنحاء شمال أوروبا.[26]
  - تجمُّع السويديين، والذي عُقد سنويًا في أوبسالا في نهاية فبراير أو في أوائل مارس. كما هو الحال في أيسلندا، ترأس المتحدث باسم القانون التجمعات، وكان الملك السويدي يعمل قاضيًا. وقعت حادثة شهيرة في سيركا عام 1018، عندما أراد الملك أولوف سكوتكونونغ متابعة الحرب ضد النرويج رغمًا عن إرادة الشعب. ذكّر المتحدث باسم القانون، تورني الملك في خطاب طويل بأن السلطة في يد الشعب السويدي وليس الملك. استسلم الملك عندما سمع صوت قرع السيوف على الدروع دعمًا لخطاب تورني. كتب آدم البريمني أن الشعب اعتاد على طاعة الملك فقط عندما ظنوا أن اقتراحاته بدت أفضل، على الرغم من أن سلطته في الحرب كانت مطلقة.
  - التجمعات السويسرية.
- انتخاب عثمان في فترة الخلافة الراشدة (القرن السابع).
- انتخاب جوبالا الأول في إمبراطورية بالا (القرن الثامن).
- نظام تاث في أوائل العصور الوسطى في أيرلندا. كان أصحاب الأراضي وأسياد المهن أو الحرف أعضاء في جمعية محلية تُعرف باسم «تاث» عقد كل تاث اجتماعاته سنويًا حيث يجري الاتفاق على جميع السياسات المشتركة وإعلان الحرب أو السلام في تجمعات التاث الأخرى وقبول انتخاب ملك جديد، عادة خلال فترة حكم الملك القديم. تعين على الملك الجديد أن ينحدر من نحو أربعة أجيال من ملك سابق، فكان الحكم الملكي وراثيًا، على الرغم من أن حكم بعض الممالك تناوب بين الأقارب وأبناء العمومة. تزامن وجود نحو 80 إلى 100 تاث في أي وقت في جميع أنحاء أيرلندا. سيطر كل تاث على منطقة صغيرة والتي كان بإمكانه أن يدافع عنها من غارات نهب الماشية، وكانت تلك المهام موزعة على أعضاء التاث.
- اختار الإباضيون في عُمان، وهم طائفة أقلية متميزة عن المسلمين السُنّة والشيعة على حد سواء، قادتهم من خلال إقامة انتخابات على نطاق المجتمع المحلي للمرشحين المؤهلين بدءًا من القرن الثامن.[27][28] تميزوا مبكرًا في المنطقة باعتقادهم أن الحاكم يحتاج إلى موافقة المحكومين.[29] مارس الزعيم كلا من الحكم الديني والعلماني [28]
- الانتخابات البابوية عام1061.
- انتُخب أعضاء النقابات، ذات الطبيعة الاقتصادية والاجتماعية والدينية، في العصور الوسطى اللاحقة لفترة عضوية سنوية.
- لم تمتلك دول المدن (جمهوريات) في إيطاليا في العصور الوسطى، كالبندقية وفلورنسا، ودول المدن المماثلة في سويسراوفلاندرز والرابطة الهانزِية، نظامًا ديمقراطيًا حديثًا بل نظامًا ديمقراطيًا نقابيًا. امتلكت المدن الإيطالية في فترة العصور الوسطى جماعات ضغط على الديمقراطيات القائمة على الحرب، من دون أنظمة ضمان مؤسسية (التوازن الكامل المتطور للسلطة). خلال أواخر العصور الوسطى وفترات النهضة، خضعت البندقية لحكم الأقلية وأصبحت مدن أخرى سنيورية. في أواخر العصور الوسطى، لم تكن هذه البلدان ديمقراطية تقريبًا كما كانت دول اليونان القديمة التي تأثرت بالأثينية، ولكنها كانت جهات تنسيق للديمقراطية الحديثة المبكرة.
- فيتشي وفييتس –التجمعات الشعبية في الدول السلافية. تطور تجمع فييتس في بولندا عام 1182 إلى مجلس النواب –البرلمان البولندي. مثًل مجلس فيتشي أعلى سلطة تشريعية وقضائية في جمهوريات نوفغورود حتى عام 1478 وجمهورية بسكوف حتى عام 1510.
- نظام الإليزيت في بلاد البشكنش الذي يجتمع فيه أصحاب المزارع في منطقة ريفية مرتبطة بكنيسة معينة للتوصل إلى قرارات بشأن المسائل التي تؤثر على المجتمع وانتخاب ممثلين في مقاطعة باتزار ناغوسياك/جونتوس جنرالز.[30]
- حدّ نشوء البرلمانات الديمقراطية في إنجلترا واسكتلندا، الوثيقة العظمى (1215)، من نفوذ أصحاب السلطة، البرلمان التمثيلي الأول (1265). أيدت الوثيقة العظمى ضمنيًا ما أصبح الأمر الإنجليزي بالمثول أمام القضاء، والذي يحمي الحرية الفردية من السجن غير القانوني مع الحق في الاستئناف. كان ظهور الالتماسات في القرن الثالث عشر من أوائل الأدلة على استخدام هذا البرلمان محفلًا لمعالجة المظالم العامة للناس العاديين.

## الشعوب الأصلية في الأمريكيتين
جادل أستاذ علم الإنسان جاك ويذرفورد بأن الأفكار التي أدت إلى ظهور دستور الولايات المتحدة والديمقراطية مستمدة من مختلف الشعوب الأصلية في الأمريكيتين بما في ذلك الإيراكوي. تكهن ويذرفورد أن هذه الديمقراطية تأسست بين عامي 1000-1450، وأنها استمرت عدة مئات من السنين، وأن النظام الديمقراطي في الولايات المتحدة تغير وتحسن باستمرار بفضل تأثير الأمريكيين الأصليين في جميع أنحاء أمريكا الشمالية.
استعرضت إليزابيث توكر، أستاذ في علم الإنسان في جامعة تيمبل وخبيرة ثقافة الإيراكوي الشمالية وتاريخها، ادعاءات ويذرفورد وخلصت إلى أنها خرافة وليست حقيقة. إن فكرة امتلاك الشعوب الأصلية في أمريكا الشمالية ثقافة ديمقراطية هي أمر موجود منذ عدة عقود، ولكنها غير موثقة في الكتابات التاريخية. تستند العلاقة بين الإيراكوي والدستور على جزء من رسالة كتبها بنجامين فرانكلين وخطاب ألقاه رئيس إيراكوي، كاناساتيغو في عام 1744. خلصت توكر إلى أن الوثائق تشير فقط إلى أن بعض جماعات الإيراكوي والمستوطنين البيض أدركوا مزايا الكونفدرالية، وأنه لا يوجد في نهاية المطاف سوى القليل من الأدلة لدعم فكرة أن المستعمرين في القرن الثامن عشر كانوا على دراية بنظام حكم الإيراكوي.
يشير القليل من الأدلة حول هذا النظام إلى أن زعماء القبائل المختلفة سُمح لهم بتمثيل قبائلهم في مجلس عصبة إيراكوي، وكانت إمكانية تمثيل القبيلة أمرًا وراثيًا. لم يمارس المجلس نفسه دور حكومة تمثيلية، ولم تكن هناك انتخابات، وكان اختيار خلفاء الرؤساء المتوفين من صلاحية أكبر امرأة ضمن السلالة الوراثية بالتشاور مع نساء أخريات في العشيرة. جرى اتخاذ القرارات من خلال مناقشات مطولة، وكانت القرارات بالإجماع، مع مناقشة المواضيع التي تطرحها القبيلة الواحدة. خلصت توكر إلى أنه «لا يوجد أي دليل على أن المزارعين استنبطوا نظامهم من الإيراكوي» وأن الخرافة تستند إلى حد كبير على ما افترضه اللغوي وكاتب الإثنيات، جون نابليون برينتون هيويت والذي كان افتراضه مبالغًا فيه وجرى تفسيره على نحو غير صحيح بعد وفاته في عام 1937.
أقام الآزتك انتخابات، إلا أن المسؤولين المُنتخبين انتخبوا متحدثًا باسمهم وليس حاكمًا. مع ذلك، يُرجح أن حضارة تلاكسكالا المعاصرة، بالإضافة إلى دول المدن الوسطى الأمريكية الأخرى، مارست نظام الحكم الجماعي. 

### الوثائق والمعالم الهامة
- ماجنا كارتا من 1215
- شرعة الحقوق الإنجليزية لعام 1689
- دستور كورسيكا عام 1755 (انظر باسكوالي باولي)
- عصر حرية السويد
- إعلان حقوق الإنسان والمواطن لعام 1789
- دستور الولايات المتحدة لعام 1789
- الإعلان العالمي لحقوق الإنسان لعام 1948
- العهد الدولي الخاص بالحقوق المدنية والسياسية لعام 1968

### شخصيات مهمة في تاريخ الديمقراطية
- أرسطو
- امبيدكار
- إدموند بيرك
- أندرو جاكسون
- أندرس كيدنيوس
- أوليفر كرومويل
- صامويل هنتنجتون
- توماس جفرسون
- مارتن لوثر كينج الابن
- أبراهام لينكون
- جون لوك
- نيكولو مكيافيلي
- جيمس ماديسون
- نيلسون مانديلا
- جون ستيوارت مل
- بريكليس
- سيمون دي مونتفورت
- توماس بين
- باسكوال باولي
- أفلاطون
- كولا دي رينزو
- ماكسيميليان روبسييار
- جان جاك روسو
- شارل دي Secondat ، بارون دي مونتسكيو
- أمارتيا سين
- الكسيس دو توكفيل
- وودرو ويلسون

## روابط خارجية
- بيت الحرية
- الأطلس التاريخي للقرن العشرين
- الديمقراطية، عالمنا في البيانات